# Hydrangea taiwaniana
Hydrangea taiwaniana är en hortensiaväxtart som beskrevs av Liu och Lu. Hydrangea taiwaniana ingår i släktet hortensior, och familjen hortensiaväxter. Inga underarter finns listade i Catalogue of Life.